# Meditations (Kataklysm)
Meditations è il tredicesimo album in studio del gruppo death metal canadese Kataklysm, pubblicato nel 2018.

## Tracce
1. Guillotine – 2:56
2. Outsider – 3:57
3. The Last Breath I'll Take Is Yours – 3:14
4. Narcissist – 2:41
5. Born to Kill and Destined to Die – 3:57
6. In Limbic Resonance – 4:51
7. And Then I Saw Blood – 4:37
8. What Doesn't Break Doesn't Heal – 3:21
9. Bend the Arc, Cut the Cord – 3:48
10. Achilles' Heel – 4:19

## Formazione
- Maurizio Iacono – voce
- Jean-François Dagenais – chitarra
- Stephane Barbe – basso
- Oli Beaudoin – batteria